# Арт О’Конор
Арт О’Конор (ир. Art O'Connor; Селбриџ, 18. мај 1888 — Селбриџ, 10. мај 1950) био је ирски политичар, адвокат и судија.

## Биографија
Арт О’Конор рођен је 1888. у Селбриџу у округу Килдер Уједињеног Краљевства Велике Британије и Ирске. Био је други син Артура О’Kонора и његове друге супруге Елизабет (рођ. Сол). Школовао се на Колеџу Блекрок у округу Даблин. Студирао је инжењерство на тадашњем искључиво протестантском Колеџу Тринити у Даблину. На њему је дипломирао 1911.
О’Конор је изабран за народног посланика Шин Фејна за Саут Килдер на општим изборима 1918. У јануару 1919. посланици Шин Фејна који су изабрани на Вестминстерским изборима 1918. одбили су да признају парламент Велике Британије и уместо њега окупили су се у једностраначку револуционарну скупштину под називом Дoj Ејрен (прев. Скупштина Ирске). На првом заседању скупштине постављен је за заменика министра пољопривреде за време одсуства Роберта Бартона. На другом је заседању постављен на место министра пољопривреде од 26. августа 1921. до 9. јануара 1922. О’Конор се потом успротивио англо-ирском споразуму и придружио се републиканској страни. У марту 1926, О’Конор је постао титуларни председник републике када је Ејмон де Валера поднео оставку. Касније је и он поднео оставку 1927. На општим изборима 1923. изгубио је мандат у Дојлу, а 1927. поново није изабран. Повукао се из политике, вратио се у Колеџ Тринти да би студирао право. По дипломирању, позван је у адвокатску комору, након чега је постављен за вишег адвоката, а на крају је постављен за судију у граду Корк.
Никада се није оженио и изненада је умро у породичној кући, Елм Хол, 1950. Сахрањен је на гробљу Донакомпер у Селбриџу. И његова браћа била су укључена у ирски републикански покрет, а сестра Фани му је била чланица женске паравојне организације Cumann na mBan. Брат Данијел био је државни адвокат у Килдеру. Био је први рођак Шејмуса О’Конора, адвоката из Даблина који је такође био умешан у ирски републикански покрет (један од оних који су се 11. новембра 1913. сусрели у хотелу Винс у Даблину како би пронашли ирске добровољце) и који је касније постављен за шерифа града Даблина.